# Fellner-Doline
Die Fellner-Doline ist eine Doline mit Höhle nahe dem oberfränkischen Gößweinstein im Landkreis Forchheim in Bayern.

## Geographische Lage
Die Fellner-Doline am Südfuß des Breitenberges, einen Kilometer östlich von Gößweinstein, ist eine der größten Dolinen der Hochfläche der Fränkischen Alb. Die Höhle unter der Doline ist mit 384 Meter Länge und 97,6 Meter Gesamttiefe eine der tiefsten Höhlen der Frankenalb. Kontrastwasseruntersuchungen haben nachgewiesen, dass zwischen der Fellner-Doline und der Stempfermühlquelle im Wiesenttal in einer Entfernung von 1,6 Kilometern eine direkte Verbindung besteht.

## Beschreibung
Die Erschließung der Höhle erfolgte mittels Grabung und Sprengung im Jahre 1899 durch Hans Brand.
Der gesicherte Zugang zur Höhle liegt westlich einer sieben Meter tiefen Doline und ist stets verschlossen. Eine Befahrung der Höhle ist nur wirklich erfahrenen Speläologen zu empfehlen.
Die Fellner-Doline ist vom Bayerischen Landesamt für Umwelt als Geotop (474H001) und Naturdenkmal ausgewiesen. Im Höhlenkataster Fränkische Alb (HFA) ist die Höhle als D 99 registriert.

## Wanderweg

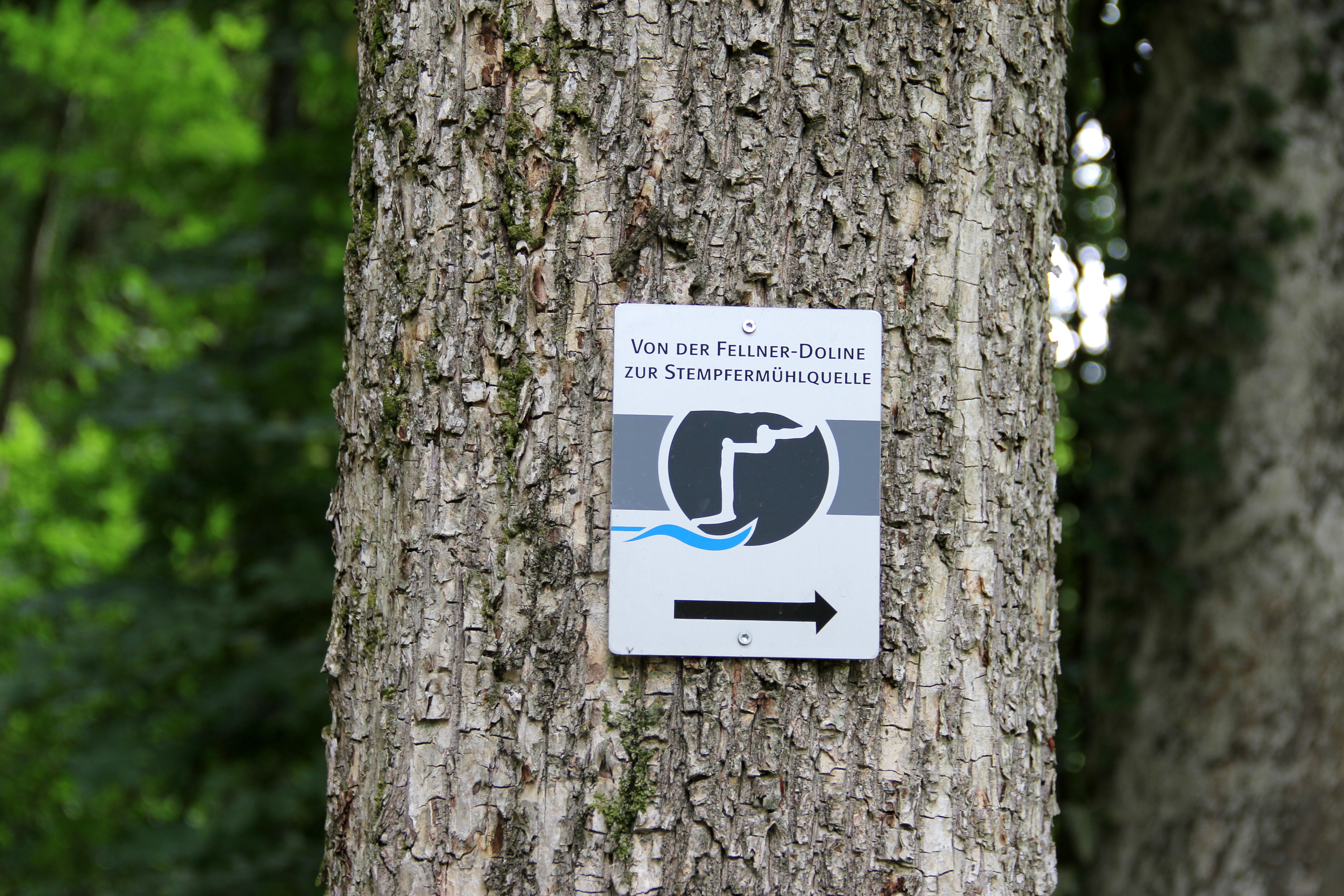
Wanderwegweiser

Der Höhlenforscher Ferdinand Haselmeier aus Gößweinstein hat einen etwa 5,7 Kilometer langen geologischen Rundwanderweg mit dem Namen „Von der Fellner-Doline zur Stempfermühlquelle“ entworfen. Der Wanderweg ist mit Infotafeln versehen und als Rundweg angelegt. Der genaue Verlauf des Weges ist in OpenStreetMap einsehbar.